# Bessie Smith
Bessie Smith (Chattanooga, Tennessee, 15 de abril de 1894-Clarksdale, Misisipi, 27 de septiembre de 1937), conocida como la "Emperatriz del blues", fue la cantante de blues más popular de los años 20 y 30 y la más influyente en los cantantes que la siguieron.

Bessie Smith combinaba un inusual sentido del ritmo con una extrema sensibilidad para el tono y la dicción correctos, rasgo que le permitió llegar a una audiencia muy amplia. Su forma de articular notas y palabras, empleando gran variedad de enfoques rítmicos y tonales, aportaba a sus interpretaciones una gran elegancia y cierta apariencia de improvisación.

## Biografía
El primer empleo de Smith fue de bailarina en la compañía Moses Stokes en un espectáculo en el que también trabajaba Ma Rainey, quien no le enseñó a cantar, pero que probablemente le ayudó a desenvolverse en sus comienzos. En 1912, su hermano Clarence le consiguió su primer contrato como profesional. 
Smith comenzó a desarrollar su propio espectáculo alrededor de 1913, en el teatro "81" de Atlanta, en 1917 fue descubierta en un club de Selma, Alabama, por Frank Walker (de la discográfica Columbia) y en 1920 había conseguido ganar una reputación en el sur y a lo largo de todo el litoral este de Estados Unidos.
En 1923, cuando el blues comienza a vender discos, firmó con la Columbia records, y rápidamente trazó la línea de la Theater Owners Bookers Association. Su primera grabación fue Down Hearted Blues, grabada en Nueva York en febrero de 1923, una canción escrita y registrada previamente por Alberta Hunter. Ese mismo año graba también Jailhouse Blues, disco que, en cierto sentido, "señala la aparición del blues clásico"
Trabajando duramente en el teatro durante los meses de invierno y viajando el resto del año (tenía su propio vagón de ferrocarril), Smith llegó a ser la actriz negra mejor pagada de su tiempo. Realizó grabaciones junto a los artistas más importantes del momento, como Louis Armstrong, James P. Johnson, Joe Smith, o Fletcher Henderson.
Con Louis Armstrong grabó el tema "St. Louis Blues", que "constituye el epítome del blues clásico y destaca por el extraordinario equilibrio existente entre la interpretación vocal y el solo de corneta"
La carrera de Smith fue breve debido a una combinación de alcoholismo, La Gran Depresión (la cual paralizó toda la industria discográfica) y el nacimiento del vodevil. Smith, sin embargo, nunca paró de realizarse. Mientras que los días de espectáculos elaborados estaban de moda, ella continuó viajando e invirtiendo tiempo de vez en cuando en cantar en clubs. 
En 1929 protagonizó el cortometraje St. Louis Blues (canta la canción St. Louis Blues junto a los miembros de la orquesta de Fletcher Henderson, el coro de Hall Johnson y en un ambiente musical radicalmente diferente al resto de sus grabaciones) y trabajó también en un fracaso de Broadway llamado Pansy, un musical en el que toda la crítica coincidió en que ella era la única actriz que sobresalía. 
Tuvo aventuras amorosas con mujeres como la corista Lillian Simpson y existían rumores de que su amistad con Ma Rainey también era romántica.
John Hammond la convenció para grabar cuatro temas para la casa Okeh en 1933, después de verla actuar en el nightclub de Filadelfia. Estas iban a ser sus grabaciones finales, de gran interés dado que la banda de acompañamiento incluyó músicos de la Era del Swing de la categoría de Frankie Newton y Chu Berry. Incluso Benny Goodman, que se encontraba en el estudio colindante, se acercó para colaborar con una casi inaudible participación. Hammond no quedó satisfecho con el resultado, y prefirió poner en la cara B los viejos blues, pero Take Me For A Buggy Ride y Gimme a Pigfoot están entre sus grabaciones más populares.
Smith reanudó sus viajes agregando swing a su repertorio y logrando un cierto éxito.
El 26 de septiembre de 1937 sufrió un grave accidente de coche mientras viajaba a un concierto en Clarksdale, Misisipi. Se dirigía, a lo largo del estado de Misisipi, por la autopista 61 con su compañero (y tío de Lionel Hampton) Richard Morgan. La llevaron al Afro-Hospital de Clarksdale, donde tuvieron que amputarle el brazo. Ya no volvió a recuperar el sentido y murió esa misma mañana.

## Rumores que rodearon su muerte
Poco después de su muerte, Hammond armó un revuelo al criticar, en un artículo para la revista de jazz Down Beat, que Smith había sido rechazada en un hospital para blancos, sugiriendo que ella murió a causa de esto. Este rumor que se mantuvo por décadas, alentado en 1959 por la canción The Death of Bessie Smith (La muerte de Bessie Smith) de Edward Albee. Aunque las autoridades desmintieron en todo momento tales rumores, lo cierto es que Hammond nunca se retractó de su historia. Cuando en 1972 el biógrafo Chris Albertson, para su libro Bessie, consiguió una entrevista con Hugh Smith, uno de los doctores que la atendió en aquellas horas, este guardó silencio respecto a este hecho. 
La historia vuelve a repetirse en 1993 en el libro de Alan Lomax The Land Where the Blues Began (La tierra donde nació el blues). La insistencia de Lomax en el mito es más inexplicable cuando se tiene en cuenta una carta recibida por su padre, Juan Lomax, en octubre de 1941. En esa carta, el Dr. W. H. Brandon, que atendió también a Smith, escribió: "Bessie Smith sufrió un accidente de automóvil a varias millas en las fueras de Clarksdale y fue traída a Clarksdale en una ambulancia... Murió ocho o diez horas después de su ingreso en el hospital. Le dimos la atención médica adecuada, pero nunca pudimos reanimarla tras el choque".
Ellos habían oído hablar de lo sucedido a Bessie Smith en 1937 en su ciudad natal, escribió Lomax. Herida la gran cantante de blues en un accidente de coche, su admisión era rechazada en tres hospitales de Clarksdale debido a que era negra. Al final ella murió desangrada sin atención médica, mientras que sus amigos suplicaban a las autoridades del hospital para que la admitieran. Estos sucesos eran comunes en el sur profundo de los Estados Unidos.
Mientras que Lomax consideraba que este incidente era un caso "típico" de racismo en el sur, el doctor que atendió a Smith (recogido en el libro de Chris Albertson) confirmó que era extremadamente improbable que un conductor negro de ambulancia hubiese llevado a una paciente negra a un hospital de blancos cuando había un hospital para negros más cercano. El conductor, a esta pregunta, dijo al escritor George Hoefer, veinte años más tarde, que él la había llevado directamente al hospital para negros de Clarksdale, como se había afirmado, pero también mantuvo que Smith había muerto durante el camino, en lugar de morir desangrada mientras esperaba su ingreso. Como puede observarse, esta parte de su historia era incorrecta. Smith todavía se encontraba con vida cuando la ingresaron en el hospital, en el turno de noche, aunque nunca recuperó el sentido y murió a la mañana siguiente a las 11:50 horas.

## Legado artístico
La influencia de Smith en otros cantantes ha sido muy significativa. Cantantes como Billie Holiday, Mahalia Jackson, Dinah Washington, Amy Winehouse o Janis Joplin reconocieron su influencia. En 1970, cuando fue descubierto el sepulcro sin nombre en el que permanecía su cuerpo, Joplin se ofreció para pagar de su bolsillo el coste de la lápida, que terminaría pagándola a medias con Juanita Green, quien dijo que ella debía los aciertos de su carrera a Bessie Smith. "Era una pequeña muchacha de gran talento en el Standard Theatre", contaba Green a Albertson, "y cuando yo salía de escena, Bessie estaba entre bastidores. Ella me preguntó que si yo iba a la escuela, y cuando le dije sí con la cabeza, ella me dijo: 'usted está mejor allí, dado que no puede cantar.' Era buen consejo."